# Rue Jacques Bassem
La rue Jacques Bassem est une voie bruxelloise de la commune d'Auderghem qui relie la chaussée de Wavre à proximité de la place Communale d'Auderghem à l'avenue Herrmann-Debroux à hauteur de la station de métro éponyme sur une longueur de 400 mètres. La numérotation des habitations va de 1 à 121 pour le côté impair et de 4 à 98 pour le côté pair.
Un tronçon du sentier de grande randonnée GR 579 (Bruxelles-Liège) passe par la rue Jacques Bassem.

## Historique et description
Dans l'Atlas des Communications Vicinales de 1843, ce sentier porte le n° 33. Il formait une digue entre la Woluwe et un étang maintenant asséché qui appartenait au prieuré de Val duchesse. Les villageois nommaient ce chemin den dam (la digue) alors que le nom officiel en soit rue de la Woluwe. En suivant cette digue, on pouvait se rendre du moulin à eau situé dans l'actuelle rue du Vieux Moulin, au moulin à papier. Grâce aux écluses, les meuniers pouvaient mieux contrôler le débit du ruisseau afin de disposer à tout instant de la force motrice nécessaire au fonctionnement des moulins.
On assécha quelques pièces d'eau permettant l'apparition de prairies et den dam devint un véritable chemin où des familles vinrent s'installer à la fin du XIXe siècle. Elles se servirent de l'eau du ruisseau pour exercer la profession de blanchisseur. En 1900, on y recensait 5 blanchisseuses et 12 repasseuses. Ce fut alors la plus importante source de revenus pour les habitants du village.
La « rue de la Woluwe » changea finalement de nom à la suite d'une requête introduite par un membre du conseil communal le 8 avril 1931, et le collège fut invité à donner le nom de rue Jacques Bassem à une voie publique, scellant par ce geste le témoignage perpétuel de la reconnaissance de la population. Le collège acquiesça en raison du zèle et du dévouement apportés par ce magistrat dans l'exercice de ses fonctions.

### Origine du nom
La voie rend honneur à l'homme politique belge Jacques Bassem (1868-1931) qui fut conseil communal d'Auderghem de 1912 à 1921 et échevin des Travaux Publics à partir de 1922.
 :p30

## Situation et accès
| ___ | Ce site est desservi par la station de métro : Herrmann-Debroux. |

## Inventaire régional des biens remarquables
Le ruisseau appelé Roodkloosterbeek se jette dans la Woluwe entre les avenues Verheyleweghen et Devis. Ce murmurant ruisseau se laisse encore voir dans le joli parc dessiné en 1995 et dont la porte constitua jadis l'entrée de la propriété du peintre Pierre Devis.

## Galerie

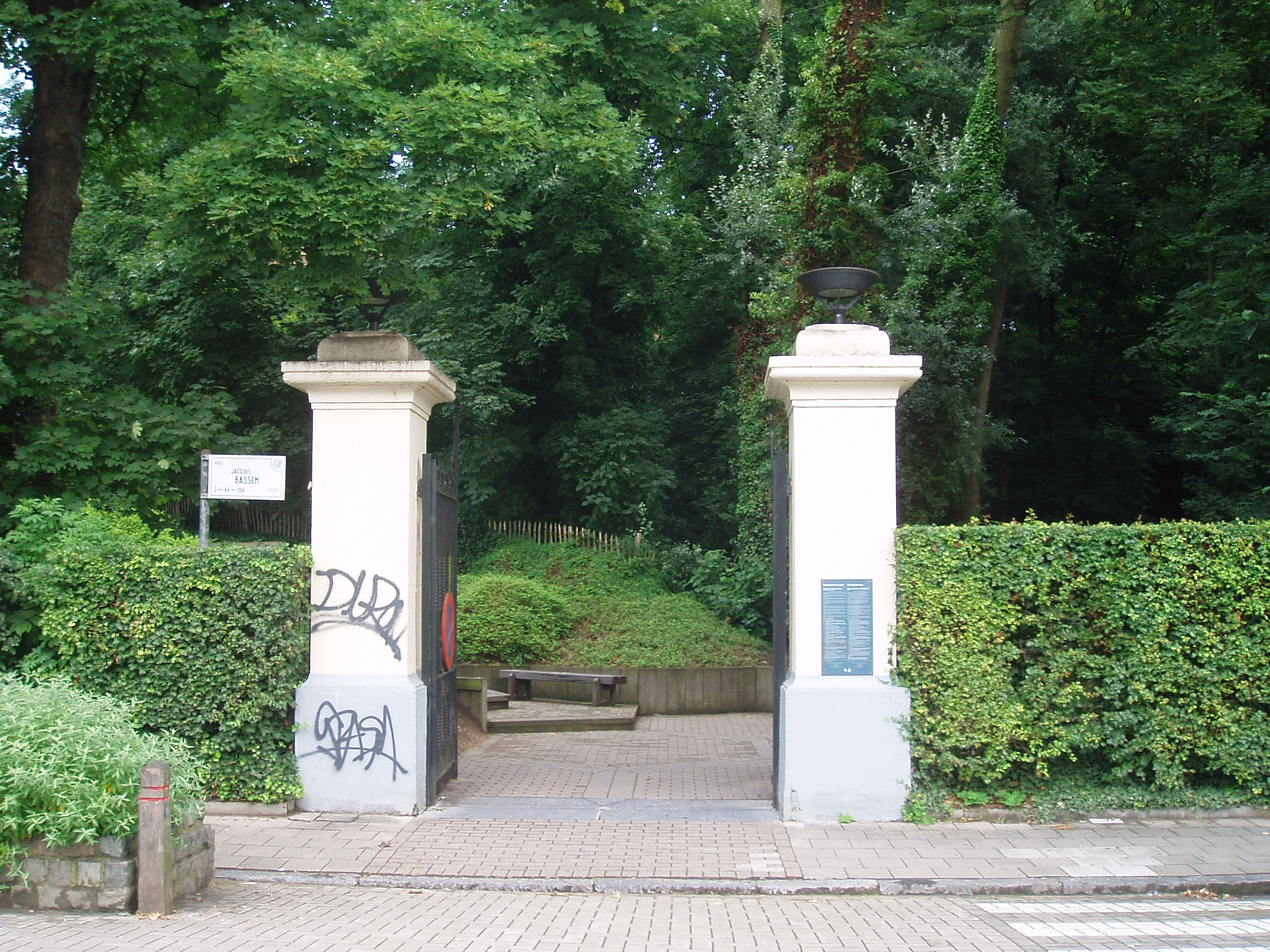
La porte du Parc du Bergoje en face de l'avenue Paul Verheyleweghen